# Dragutin Najdanović
Dragutin Najdanović - em sérvio, Драгутин Најдановић (15 de abril de 1908 - 3 de novembro de 1981) foi um futebolista iugoslavo. Ele competiu na Copa do Mundo de 1930, sediada no Uruguai, na qual a Iugoslávia terminou na quarta colocação dentre os treze participantes.